# E846 (trasa europejska)
E846 – trasa europejska biegnąca przez Włochy. Zaliczana do tras kategorii B droga łączy miasto Cosenza z Crotone.

## Przebieg trasy
- Cosenza E45
- Crotone E90